# Leopardus colocolo braccatus
Il gatto del Pantanal (Leopardus colocolo braccatus (Cope, 1889)) è una sottospecie del gatto delle Pampas. Prende il suo nome comune dal Pantanal, la vasta distesa di zone umide del Sudamerica centrale, dove abita prevalentemente praterie, boscaglie, savane e foreste decidue.

## Descrizione
Il gatto del Pantanal presenta una colorazione marrone aguti sul dorso, leggermente più scura lungo la cresta spinale. Sul muso vi sono due linee scure trasversali attraverso ogni guancia. Le orecchie sono rossastre alla base, bianco-crema sul retro e bordate sul margine da una fascia nera. La gola, di colore biancastro, sfuma nell'aranciato sui fianchi e sulla pancia. Sono presenti alcune rosette marrone scuro sui fianchi e delle strisce dello stesso colore sulle zampe, tra gomito e polso. L'estremità della coda e i piedi sono neri. Presenta grosso modo le dimensioni di un gatto domestico.
In natura abbiamo una sola segnalazione, proveniente dal Brasile, di un esemplare melanico, ma questo fenomeno è stato osservato più volte in cattività.

## Distribuzione e habitat
Il gatto del Pantanal è presente, dal livello del mare fino a 2000 m, nelle regioni sud-occidentali del Brasile e in Paraguay. Anche se deve il nome al Pantanal, la zona umida situata dove convergono i confini di Brasile, Bolivia e Paraguay, esso è presente in una vasta gamma di habitat, dalle praterie aperte alle fitte foreste. Dal momento che è stato segnalato anche in zone agricole, è probabile che presenti almeno un certo livello di tolleranza verso le zone disturbate dall'uomo.

## Biologia
Il gatto del Pantanal è un felino diurno e solitario. Si nutre di piccoli mammiferi quali le cavie, uccelli terricoli, piccole lucertole e serpenti. I suoi home range misurano da 3 a 37 km².
In Brasile sono stati segnalati ibridi di gatto del Pantanal e gatto tigre del sud.

## Tassonomia
Nel 1994, a causa di diversità nella colorazione della pelliccia e nell'aspetto e nelle misure di alcune caratteristiche del cranio, gli studiosi classificarono questo felino come specie a sé. Tuttavia, già alla fine degli anni '90, alcune ricerche genetiche sembravano non convalidare tale riconoscimento, ma la loro validità venne messa in discussione.
Altri studiosi lo hanno considerato come «una probabile specie distinta». La pubblicazione, nel 2017, di uno studio esaustivo sulla classificazione dei Felidi da parte del Cat Specialist Group della IUCN ha fugato ogni dubbio riguardo al suo status di sottospecie.